# إلغاء التمييز العنصري في الولايات المتحدة

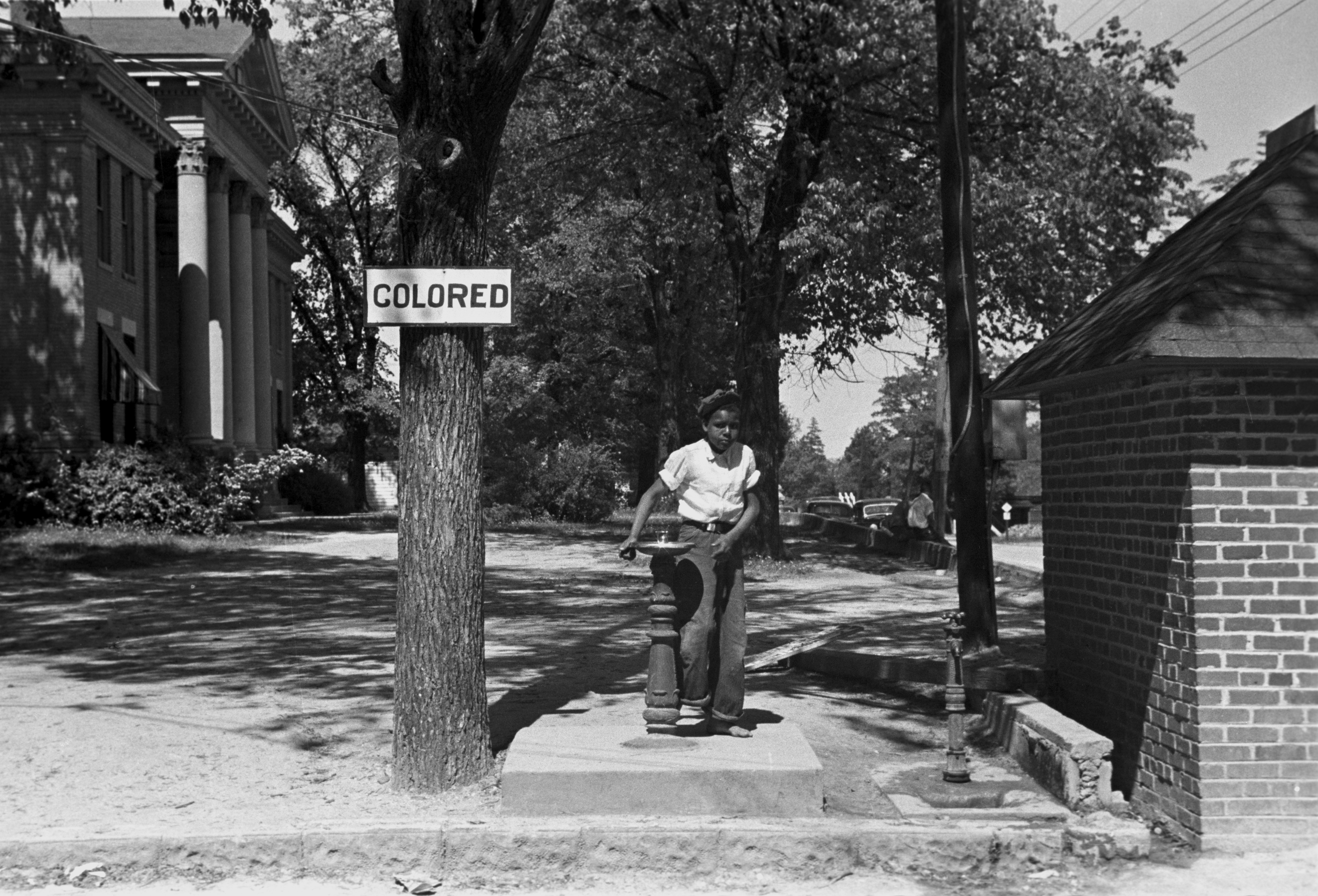

إلغاء التمييز العنصري هو عملية إنهاء الفصل الحاصل بين جماعتين، وعادة ما يُعنى هذا المفهوم فيما يخص الأعراق. عادةً ما يقاس إلغاء التمييز العنصري عبر مؤشر التباين الذي يسمح للباحثين بمعرفة ما إذا كانت جهود مكافحة التمييز ذات جدوى على أنماط استقرار مختلف المجموعات. كثيرًا ما يُشاع استخدام هذا المصطلح في الولايات المتحدة. كان إلغاء التمييز العنصري منذ القدم نقطة تركيز أمام حركات الحقوق المدنية، قبل وبعد قرار المحكمة العليا للولايات المتحدة الأمريكية بخصوص قضية براون ضد مجلس التعليم، خصوصًا فيما يتعلق بالتمييز العنصري ضمن أنظمة الجيش والمدارس. كان الدمج العرقي أحد الأهداف القريبة المتعلقة فيه أيضًا.

## في الجيش الأمريكي

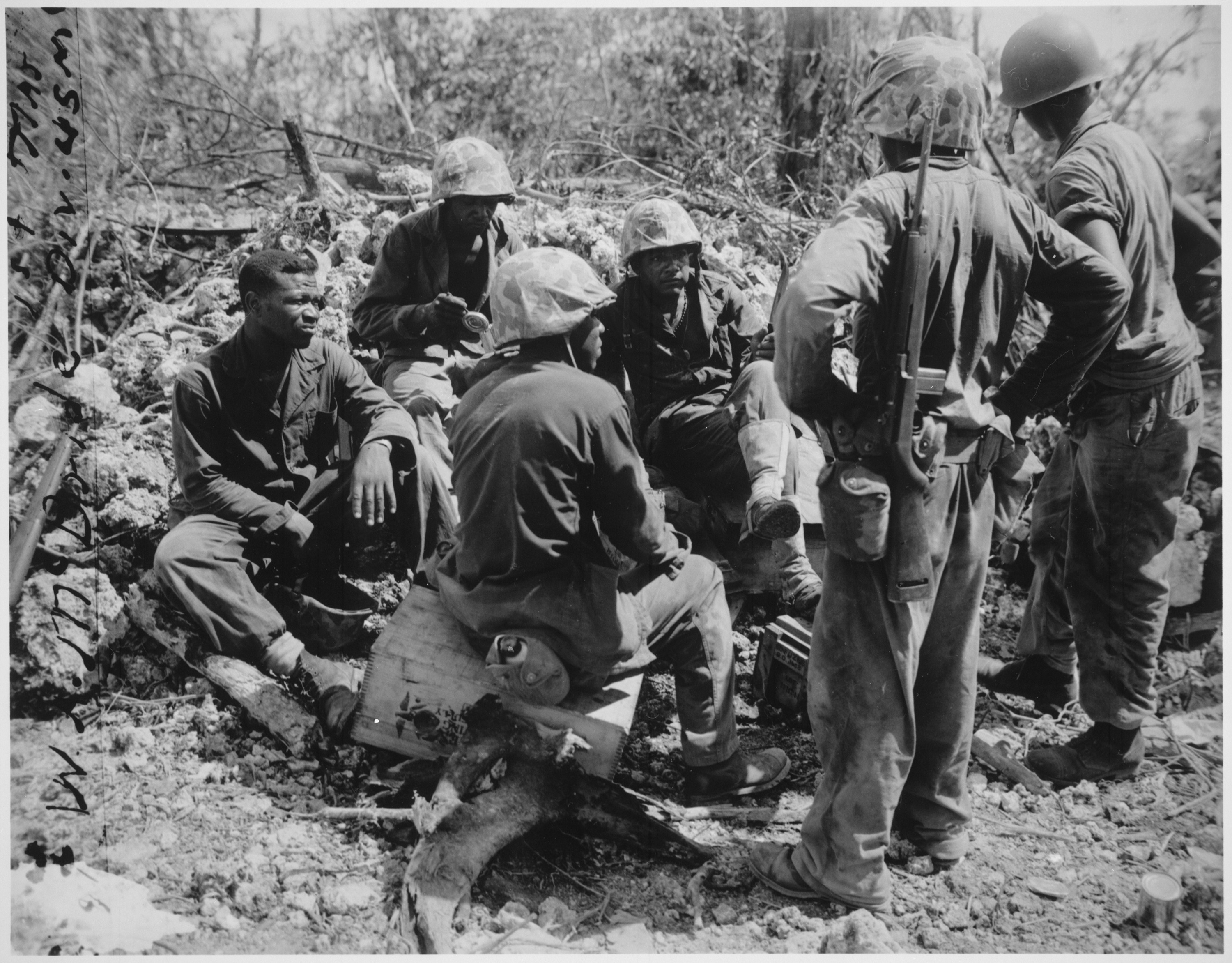
مجموعة من CBs تعمل كحاملي نقالة لقوات المارينز السابعة. بيليليو."، 09-1944 - نارا

### التاريخ المبكر
بداية مع حرب الملك فيليب في القرن السابع عشر الميلادي، عمل السود جنبًا إلى جنب مع البيض ضمن بيئة متكاملة في المستعمرات شمال أمريكا. واستمروا بالقتال إلى جانب الأمريكيين في كل حرب خاضوها حتى حرب عام 1812. ولم يعودوا للقتال ضمن وحدات متكاملة مرة أخرى حتى الحرب الكورية (1950 - 1953). شارك الآلاف من الرجال السود بالقتال إلى جانب المستعمرين الثوار خلال الحرب الثورية الأمريكية، وانضم العديد منهم إلى جيش البحرية. لم تُعرف أسماؤهم أو إنجازاتهم أو إجمالي أعدادهم نتيجة سوء حفظ السجلات وقتها.
خلال الحرب الأهلية الأمريكية، جُنّد السود بأعداد هائلة. كان معظمهم من السود المستعبدين الذين هربوا من الجنوب، كما كان من ضمنهم العديد من السود الوحدويين. شارك أكثر من 180 ألف جندي أسود في خدمة اتحاد البحرية وجيش البحرية خلال الحرب الأهلية، تحت أوامر ضباط بيض. تم تسجيلهم كجزء من دائرة خدمات المناطق المفتوحة ومجندي الحرب الأهلية ونظام البحريين.
كما انضم حوالي 18 ألف جندي أسود إلى اتحاد البحرية كبحارين. تم تسجيلهم كجزء من دائرة خدمات المناطق المفتوحة ومجندي الحرب الأهلية ونظام البحريين.

### الحربان العالميتان الأولى والثانية
في حين تكليف عدد قليل جدًا من الجنود السود كضباط في الحرب العالمية الأولى، ساء تمثيل السود كثيرًا طوال فترة استمرار النزاع، ضغطت الجمعية الوطنية للنهوض بالملونين على اللجنة لتستقبل أعدادًا أكبر من الضباط السود. لدى دخوله المكتب، فصل الرئيس وودرو ويلسون جيش البحرية الأمريكية؛ على الرغم من عدم وجود الفصل فيه من قبل.
خلال الحرب العالمية الثانية، كان معظم الضباط من الأمريكيين البيض، في حين خدمت معظم قوات السود كسائقي عربات وفي تفريغ حمولة السّفن. كان نظام قوافل الشاحنات «ريد بول إكسبرس» والذي ساهم في تسهيل تقدم قوات الحلفاء عبر فرنسا بعد عملية إنزال النورماندي (عملية نيبتون) مُدارًا بالكامل من قبل سائقي عربات أمريكيين من أصل أفريقي. في وسط معركة الثغرة أواخر العام 1944، كثيرًا ما عانى الجنرال دوايت أيزنهاور من نقص قوات الاحتياط في وحدات الجيش الأمريكي المكون بشكل كامل من البيض، لذا سمح ولأول مرة للجنود الأمريكيين من أصل أفريقي بالقتال جنبًا إلى جنب مع وحدات البيض في ساحة المعركة، كانت تلك هي الخطوة الأولى في إلغاء التمييز العنصري ضمن الجيش الأمريكي. عارض رئيس أركان الجيش الأمريكي والتر بيديل سميث قرار ايزنهاور بشدّة، وأبدى استياءه الشديد نتيجة القرار وقال إن الشعب الأمريكي تلقّى إهانة كبيرة بسببه.
خلال الحرب العالمية الثانية، مر جيش البحرية الأمريكي بتجربتين في إلغاء الفصل العنصري على متن كل من السفينتين «سي كلاود» و«مايسون» اللتين قاد كلاهما الضابط كارلتون سكينر، كانت السفينتان تحملان طاقمًا من السود يقودهما ضبّاط بيض. أسماها البعض «حماقة إليانور»، على اسم زوجة الرئيس فرانكلين روزفلت. هدفت سفينة مايسون إلى السماح للبحارة السود بالعمل في الصّلب بدلًا من كونهم يعملون فقط كخدم وسُعاة، كما كان الحال على معظم السفن الأخرى. تم الضغط على جيش البحرية لتدريب البحارة السود للعمل في الصّلب من قبل إليانور روزفلت، التي أصرت على إعطائهم فقط المهام التي دُرّبوا على القيام بها.

### في التاريخ الحديث
في عام 1948، أصدر الرئيس هاري ترومان القرار التنفيذي رقم 9987 القاضي بدمج القوات المسلحة بعد نهاية الحرب العالمية الثانية، والذي كان تقدّما ملحوظًا فيما يخص الحقوق المدنية. يعني طرح القرار التنفيذي قدرة ترومان الالتفاف على الكونغرس الأمريكي. كان من المحتمل على ممثلي الجنوب الصلب المنتمين كلهم إلى البيض الديمقراطيين رفض ما يتعلق بهذه التشريعات.
على سبيل المثال، في شهر مايو من عام 1948، أرفق عضو مجلس الشيوخ الأمريكي من الحزب الديمقراطي ريتشارد راسل من ولاية جورجيا تعديلًا دستوريًا يقضي بمنح المنتسبين الجدد في الجيش الأمريكي الفرصة اختيار ما إذا أرادوا الخدمة ضمن وحدات عسكرية مدمجة (البيض مع السود) ضمن قانون الخدمة الانتقائي الذي كان محل نقاش الكونغرس الأمريكي، والذي لم يُوافق عليه. وقع ترومان القرار التنفيذي رقم 9981 في 26 يوليو عام 1948. في شهر يونيو عام 1950 عند موعد تجديد قانون الخدمة الانتقائية عاود راسل المحاولة مرة أخرى تمرير تعديله الفصلي، إلا أن محاولته باءت بالفشل.
في نهاية شهر يوليو من عام 1950، اندلعت الحرب الكورية، استطاع الجيش الأمريكي تحقيق القليل من إلغاء الفصل العنصري ضمن صفوفه خلال فترة السلم وأرسل الجيش الفصلي الثامن للدفاع عن كوريا الجنوبية. خدم معظم الجنود السود ضمن وحدات الدعم المنفصلة في المقدمة. بينما خدم من تبقى منهم في وحدات قتالية منفصلة، وأبرزها فوج المشاة الرابع والعشرين. كانت الشهور الأولى ضمن الحرب الكورية الأكثر كارثية ضمن التاريخ العسكري للولايات المتحدة الأمريكية. كان الجيش الشعبي الكوري على وشك الإطاحة بقوات الأمم المتحدة بقيادة الولايات المتحدة خارج شبه الجزيرة الكورية. بعد مواجهتهم خسارات لاحقة في صفوف وحدات الجيش البيض، وافق الضباط في أرض المعركة على استقبال جنود سود ضمن وحداتهم. تمت تلك العملية كلها ضمن الأراضي الكورية وأثبتت مدى كفاءة الجيوش المندمجة سويًا فوق أرض المعركة. وهو ما أحاطت به علمًا قادة الجيش العليا. في 26 يوليو من عام 1951، أعلن الجيش الأمريكي رسميًا عن نيته في إلغاء الفصل العنصري تحديدًا بعد ثلاث سنوات من إصدار الرئيس ترومان قرارة التنفيذي.
حالًا ما أوجب المسؤولون في الجيش الأمريكي ضمن التقارير الصباحية (التقرير اليومي لقوة ونشاط كل وحدة في الجيش ضمن الخدمة الفعلية) للوحدات في كوريا تضمين السطر «NEM XX OTHER EM XX TOTAL EM XX» حيث عنت NEM عدد الرجال السود المنتسبين ضمن قطاع حساب القوة. على سبيل المثال، كانت نسبة الجنود السود المنتسبين ضمن كتيبة الإشارة الرابعة 14% من شهر ديسمبر من العام 1951 إلى نوفمبر من العام 1952، غالبًا عن طريق موظفين يعيِّنون جنود الاحتياط بشكل انتقائي حسب العرق. اعتقد موظفو التقارير الصباحية لهذه الكتيبة أن كل الوحدات ضمن كوريا كانت تفعل نفس الشيء. كانت التقارير الصباحية مصنفة على أنها «محظورة» خلال ذلك الوقت.
في 12 أكتوبر من عام 1972، حصلت أعمال شغب محفوفة بالعنصرية على متن حاملة الطائرات في جيش البحرية الأمريكي «كيتي هوك»، «على الرغم من وجود مسؤول تنفيذي أسود البشرة، كمعاون للقائد، إلا أن العديد من البحارة السود شعروا بأنهم يتعاملون مع عقوبات أشد ويُلزمون بمهام وضيعة بسبب انتمائهم العرقي».